# Lite-On

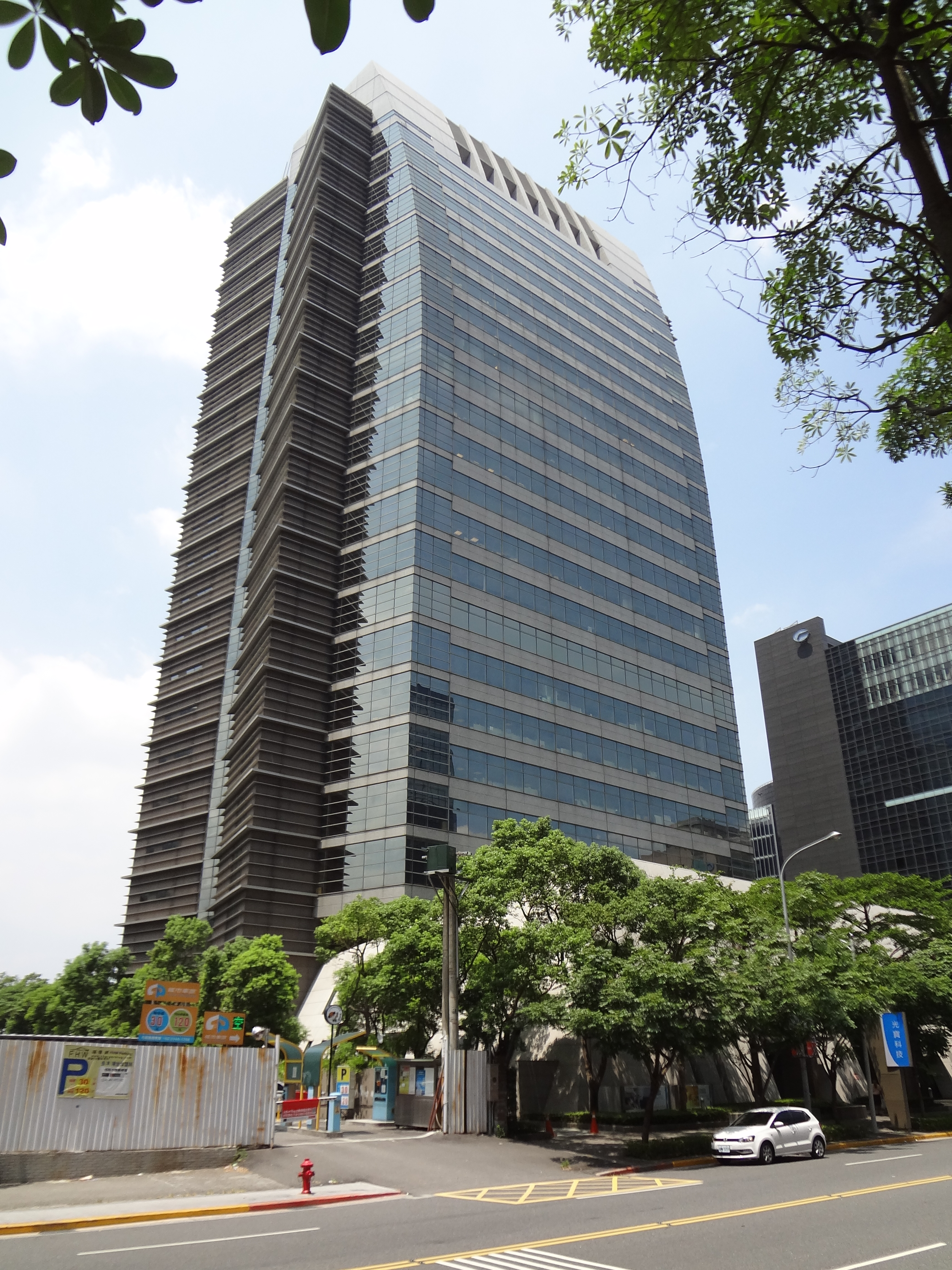
Lite-On Technology Corp., Hauptverwaltung in Taipeh (Juli 2015)

Die Lite-On Technology Corporation (chinesisch 光寶科技, Pinyin Guāng Bǎo Kē Jì) ist das Führungsunternehmen einer Gruppe von weltweit operierenden Elektronikherstellern mit Sitz und Hauptverwaltung in Taipeh, Taiwan.
Bekannt wurde das Unternehmen vor allem über seine 1995 eingerichtete und von 1999 bis 2014 in eine eigenständige Tochter ausgegründete Fertigung optischer Laufwerke. Die Geschichte der Lite-On geht teilweise bis auf das Jahr 1975 zurück, auf ein in Taipeh zur LED-Fertigung gegründetes Unternehmen. Die aktuelle Gruppe entstand aber erst im Jahr 2002 aus dem Zusammenschluss von insgesamt vier taiwanesischen Hardware-Produzenten zum damals größten Original Design Manufacturer (ODM) Taiwans. Seit 2010 verfügt das Unternehmen über die Rechte am Markennamen Plextor.

## Geschichte
Die heutige Unternehmensgruppe entstand im Jahr 2002 durch Zusammenschluss der Lite-On Electronics, GVC Corp., des Spezialisten für Silikongummi Silitek Corp. und der Lite-On Technology Corp. Man einigte sich auf Verwendung des Namens der zuletzt genannten Firma. Bei den Aktien zog man aber vor, die an der Taiwan Stock Exchange der Lite-On Electronics zugeordnete Nummer 2301 weiterzuführen, die unter den beteiligten Unternehmen mit Abstand die längste Zeit gelistet war.

### Vorgeschichte
Lite-On Electronics Inc.
Nach Gründung der Lite-On Electronics im Jahr 1975 begann das Unternehmen mit der Fertigung von LEDs. Nach Unternehmensangaben handelte es sich um die erste auf Taiwan eingerichtete LED-Produktion. Im Jahr 1983 erfolgte der Börsengang an der Taiwan Stock Exchange unter Nummer 2301.
1989 gründete das Unternehmen mit der Lite-On Electronics Inc. seine erste Auslandstochter in Bangkok, Thailand. Ein Jahr später folgte mit identischem Namen eine Tochter in Penang, Malaysia, die sich auf die Herstellung von Schaltnetzteilen konzentrierte. Ein Bereich, der 1991 auch durch den Kauf eines vom Unternehmen NPE eingerichteten Entwicklungs- und Produktionsstandorts für Netzteile in Ashington, Northumberland im Vereinigten Königreich weiter ausgebaut wurde. Die britische Produktion startete noch im gleichen Jahr unter LITE-ON (npe) Ltd.; im Oktober 1993 wurde der Firmenname auf LITE-ON Ltd. verkürzt.
GVC Corporation
Die GVC Corp. war Anbieter verschiedener Komponenten. Schwerpunkt bildeten zunächst analoge Modems, aber GVC produzierte bald auch Mobiltelefone und tragbare CD-Spieler und MP3-Player. Neben der Produktion unter eigener Marke arbeitete GVC als Zulieferer und Auftragsfertiger für Computer- und Telekommunikationsausrüster wie beispielsweise Alcatel.
Silitek und Silitech Technology Corp.
Die Silitek Corp. bildete 1978 einen Geschäftsbereich Silikongummi und begann 1983 die Automobilindustrie zu beliefern. 1990 gründete sie die Tochter SILITEK Corporation Sendirian Berhad in Malaysia und begann ab 1993 mit der Fertigung von Tasten und Bausteinen für Mobiltelefone. 1994 gründete sie die SILITECH Technology (Europe). In der chinesischen Sonderwirtschaftszone Shenzhen produzierte sie unter der Firma XURONG Electronic. Im Jahr 2001 wurde das Unternehmen durch Gründung der taiwanischen SILITECH Technology Corporation neu organisiert, wobei der Silitek-Bereich für Silikongummi 2002 an das neue Unternehmen übertragen wurde.
Lite-On Technology Corp.
Nach ihrer Gründung 1989 investierte Lite-On Technology Corp. 110 Mio. Taiwan-Dollar in die Produktion von Farb-Bildschirmen mit Kathodenstrahlröhre (CRT). Im Jahr 1992 entstand mit der Lite-On GmbH in Kiel auch eine Tochter in Deutschland und 1994 entstand in den Vereinigten Staaten die Lite-On Technology International Inc. in Kalifornien.
Die mit Ingenieuren des Industrial Technology Research Institute (ITRI) 1995 bei Lite-On Technology Corp. gestartete Fertigung von CD-ROM-Laufwerken war nach eigenen Angaben nur drei Jahre später schon Marktführer in Taiwan und viertgrößter Produzent der Welt. 1999 wurde der Bereich Optoelektronik dann als rechtlich eigenständige Tochter Lite-On IT Corporation ausgegründet.

### Nach der Vierer-Fusion (ab 2002)
Die Optoelektrik-Tochter Lite-On IT verlegte im Jahr 2003 ihren Fertigungsstandort nach Guangzhou, China und startete gleichzeitig die Produktion von DVD-Brennern. Die Aktien der Tochter wurden schon 2001 öffentlich gehandelt, ab 5. November 2004 waren sie neben den Anteilen der Muttergesellschaft auch an der Taiwan Stock Exchange gelistet. Im Jahr 2006 übernahm Lite-On IT die bis dahin konkurrierende Sparte für optische Laufwerke von BenQ für umgerechnet 30 Millionen Euro. Wenig später folgte auch der 49-Prozent-Anteil des von BenQ mit der Koninklijke Philips Electronics N.V. gebildeten Joint-Venture Philips & BenQ Digital Storage Corporation. Unter neuem Namen Philips Lite-On Digital Solutions Corporation (PLDS) übernahm das Joint-Venture Design, Entwicklung, Verkauf und Marketing der optischen Laufwerke, Lite-On IT die Produktion. Mit dem weltweiten Rückgang der Nachfrage nach optischen Laufwerken bildete das Unternehmen neue Bereiche. Neben einem seit 2006 bestehenden Zulieferbetrieb für die Automobilindustrie entstanden 2011 auch noch die Bereiche Bio-Technologie und -Medizin, die sich unter anderem mit der Entwicklung von Geräten zur Blutuntersuchung beschäftigten. Den Einstieg in die SSD-Technologie unternahm das Unternehmen über den Namen Plextor, an dem sie 2010 die Vertriebs- und Markenrechte erworben hatte. Dennoch folgte ein deutlicher Rückgang der Geschäfte.
Neben Lite-On IT wurde im Jahr 2004 auch die Tochter Silitech Technology an der Taiwan Stock Exchange gelistet. Anschließend verfügte die Muttergesellschaft über genug Kapital für den Zukauf von Anteilen der Lite-On Enclosure Inc., und zum Ausbau ihrer Anteile an Lite-On Automotive International Co., Ltd. auf 100 %. Darüber hinaus investierte das Unternehmen 2005 in die DragonJet Corp. um ihren Bereich Kunststoffe technisch zu verstärken. 2006 verstärkte die Gruppe ihre Netzteilsparte durch eine Investition in die Li Shin International Enterprise Corporation (LSE) und war 2007 mit ihrem Gebot für die Perlos Corporation erfolgreich, dem führenden Hersteller von Gehäusen für Mobiltelefone.
Nach einem Gewinneinbruch im Jahr 2008 verkaufte die Gruppe für umgerechnet 196 Mio. Euro ihre Display-Fertigung, den bis dahin umsatzstärksten Bereich, an den taiwanischen Auftragshersteller Wistron Corporation. Im Jahr 2014 entschied Lite-On Technology Corp., alle im freien Handel erhältlichen Aktien der Lite-On IT zurückzukaufen und ihre Tochter wieder auf die Hauptgesellschaft zu verschmelzen. Im August 2019 kündigte Kioxia an, den Geschäftsbereich für Solid State Drives von Lite-On zu kaufen.

## Beteiligungen/Tochterunternehmen
(Auswahl, unvollständig)
aktuelle
- Philips & Lite-On Digital Solutions Corporation (PLDS), Taipeh, Taiwan
  - Philips & Lite-On Digital Solutions USA, Inc., Fremont, USA
  - Philips & Lite-On Digital Solutions Netherlands BV., Eindhoven, Niederlande
- Silitech Technology Corp.: Entwicklung und Produktion von leitfähigem Silikongummi. Darüber hinaus Computerperipherie, insbesondere Eingabegeräte, Tastaturen und Scanner
  - Silitek Corp., Taiwan
  - XURONG Electronic (Shenzhen), China

ehemalige
- Lite-On IT Corp. (1999–2014): Optoelektronik, vor allem optische Laufwerke. Die Tochter ist 2014 wieder mit der Konzernmutter verschmolzen.

## Produkte
- Optische Laufwerke: zunächst CD-Laufwerke und -Brenner, später auch DVD- und BD-Brenner.
- Solid-State-Disks unter der Marke Plextor

Produktbilder
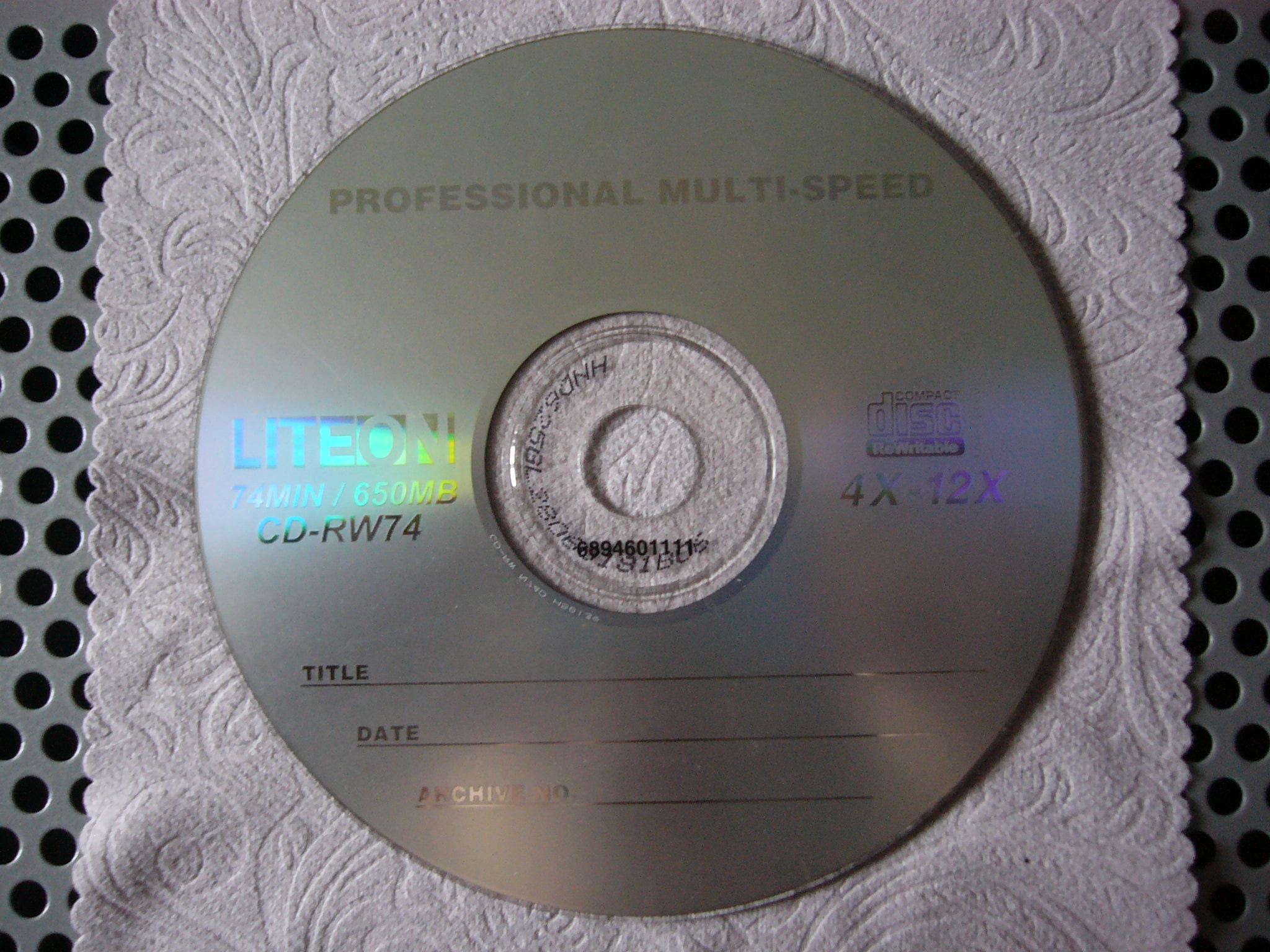
Lite-ON CD-Rohling CD-RW74
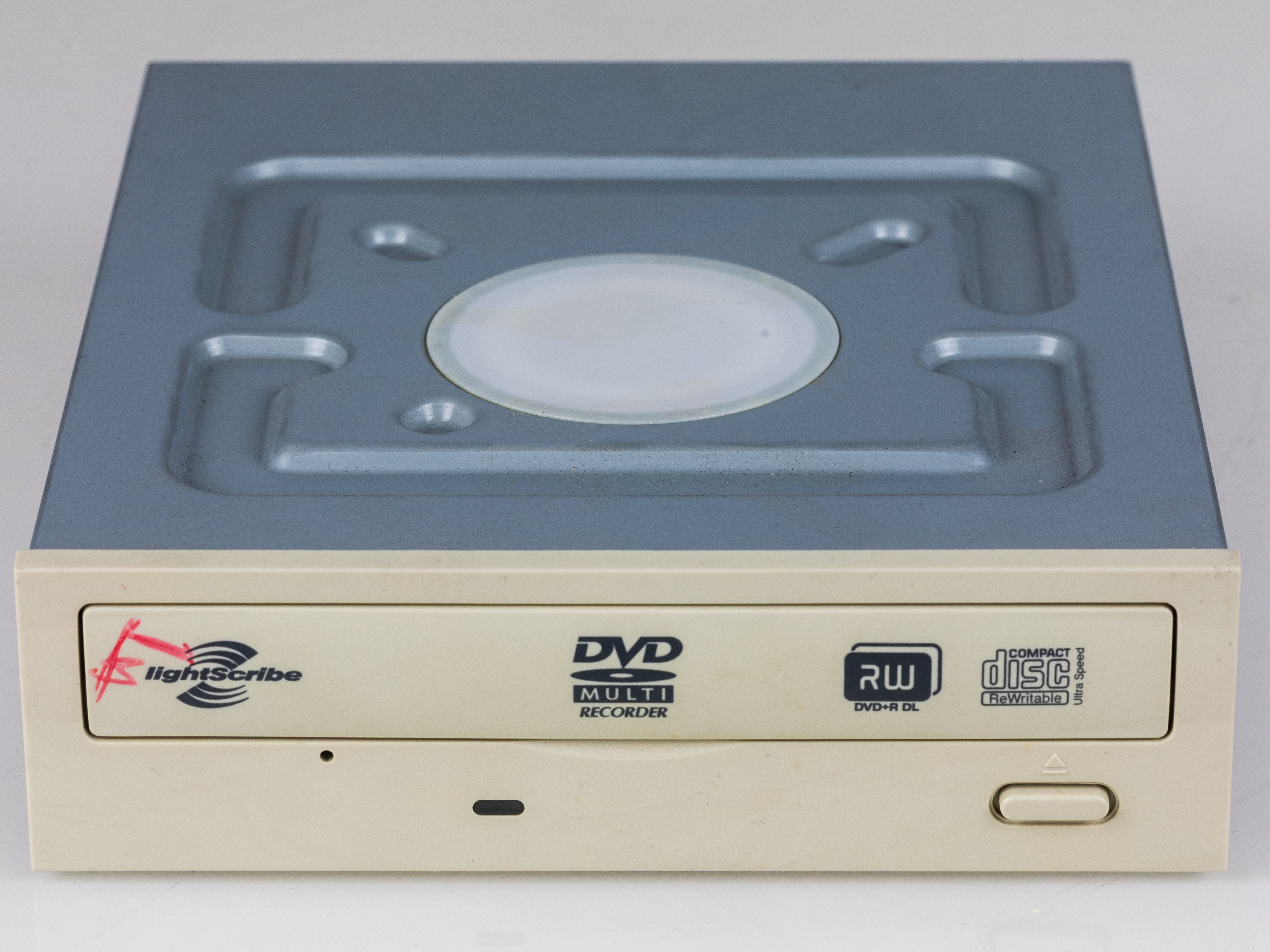
LightScribe-fähiger DVD-Brenner „LH-20A1H“ von LiteOn IT
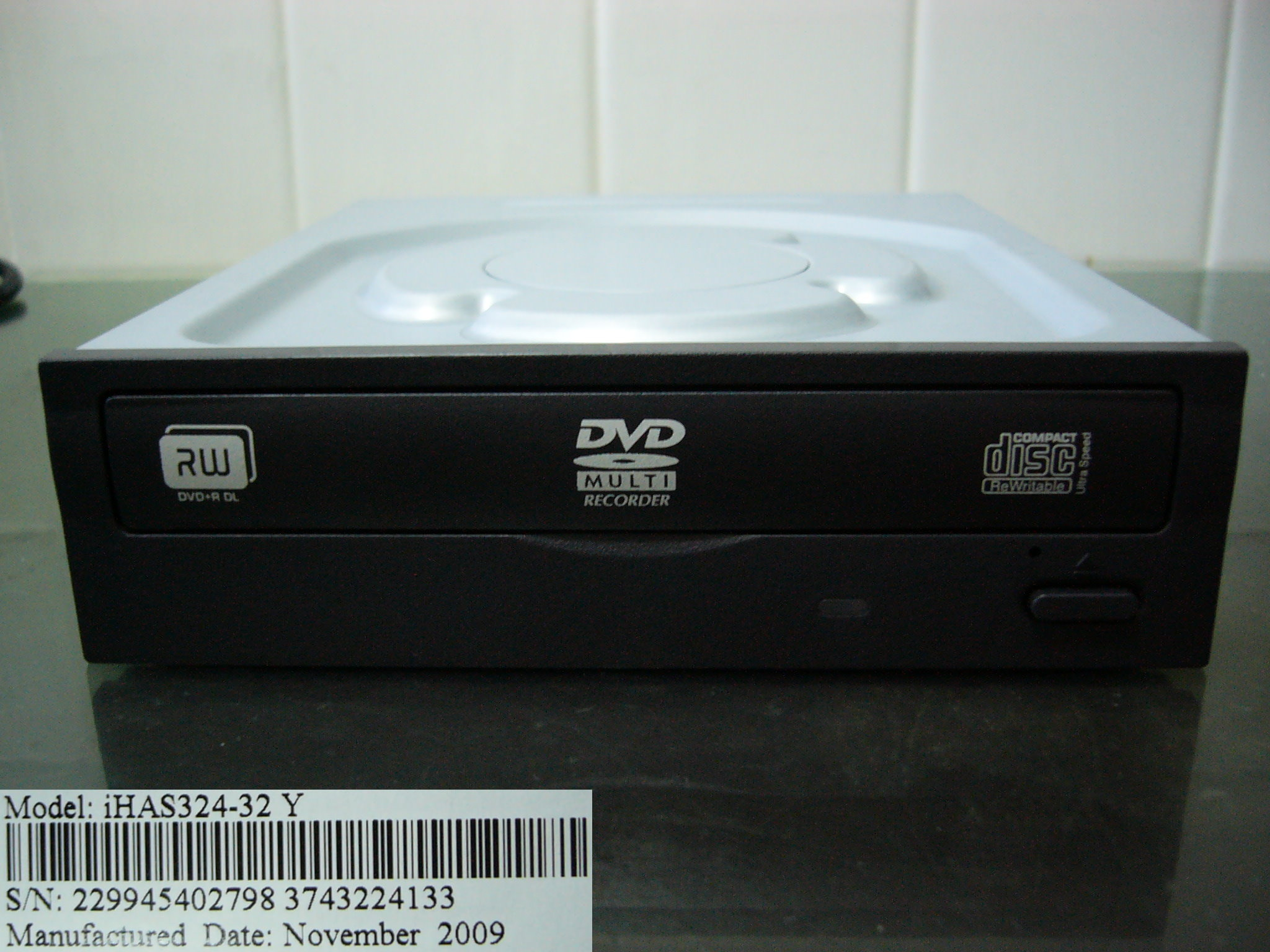
DVD-Brenner „iHAS324-32Y“ von Lite-On IT (November 2009)
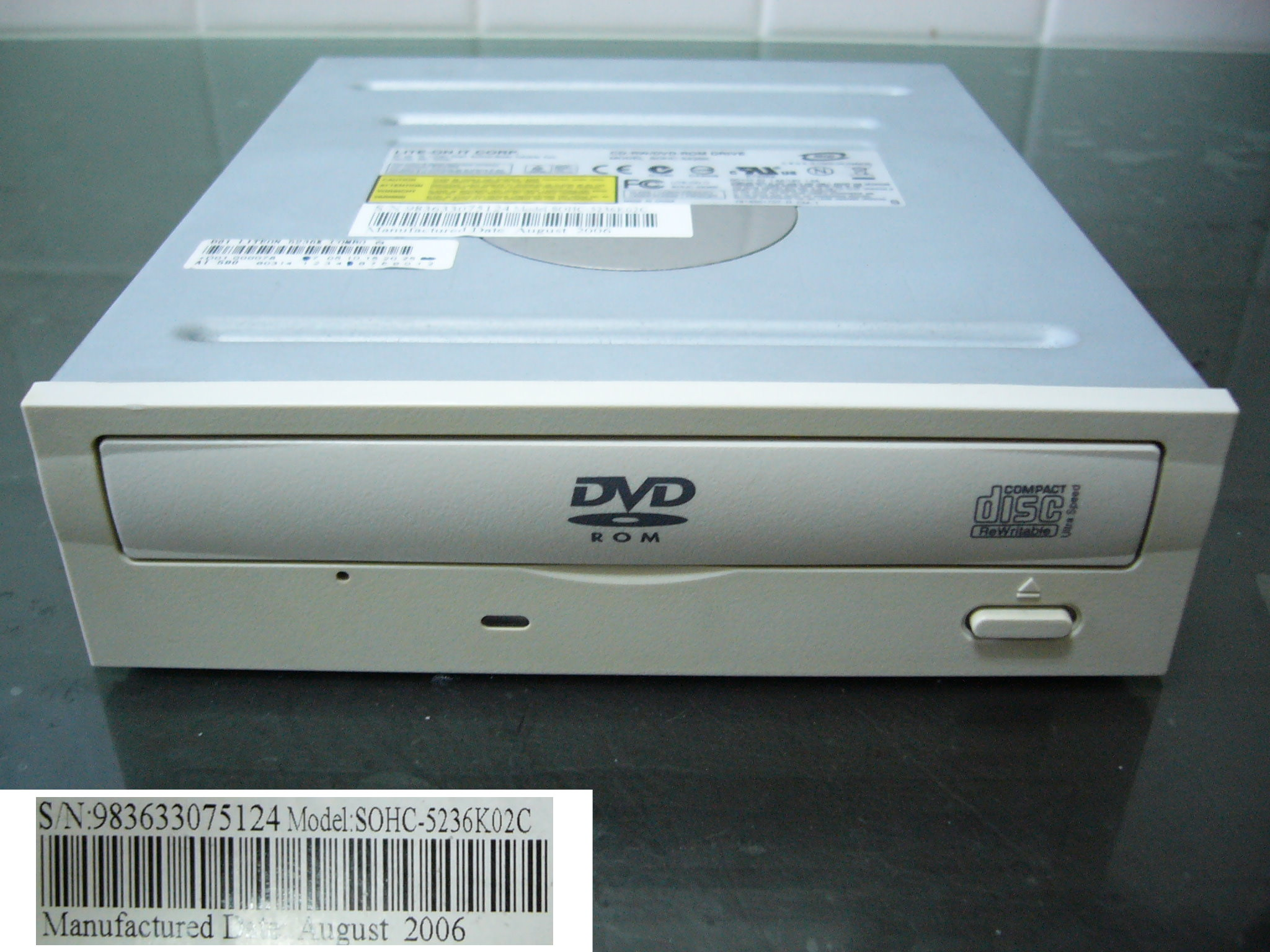
DVD-Combo Laufwerk „SOHC-5236K02C“ von Lite-On IT
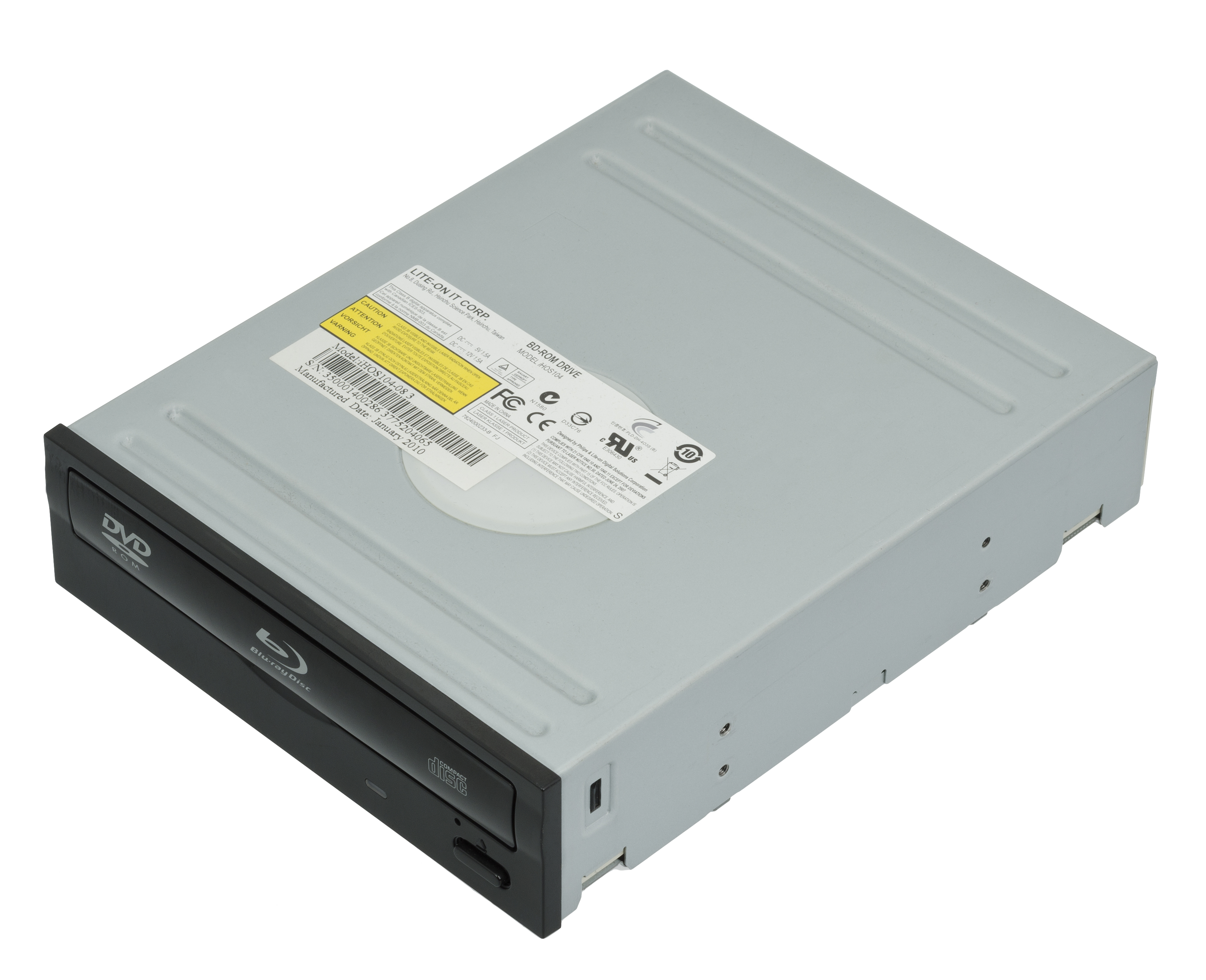
BD-ROM-Laufwerk „iHOS104-08“ von Lite-On IT (Januar 2010)
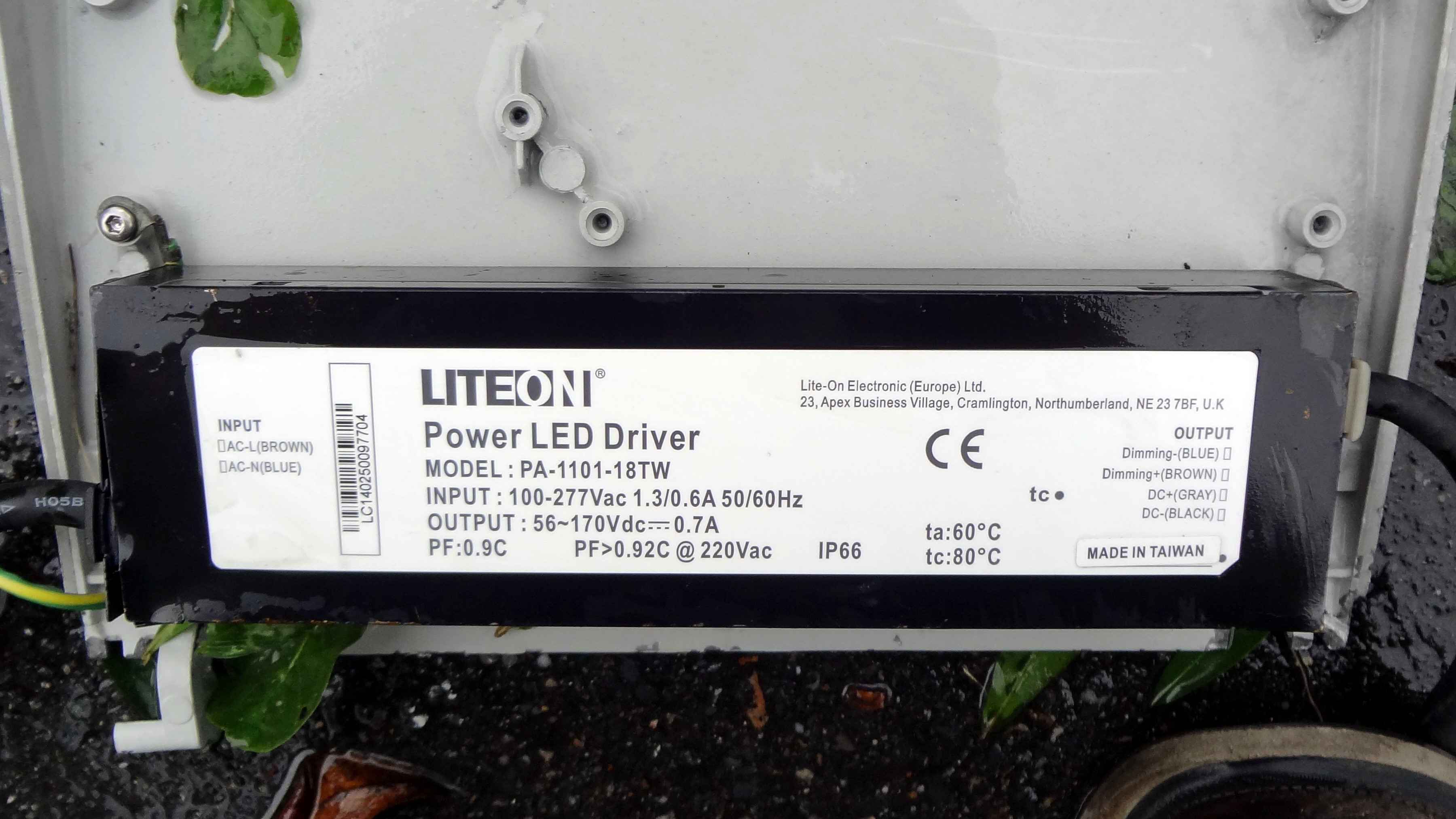
Power LED Driver „PA-1101-18TW“ von Lite-On Electronic (Europe) Ltd.
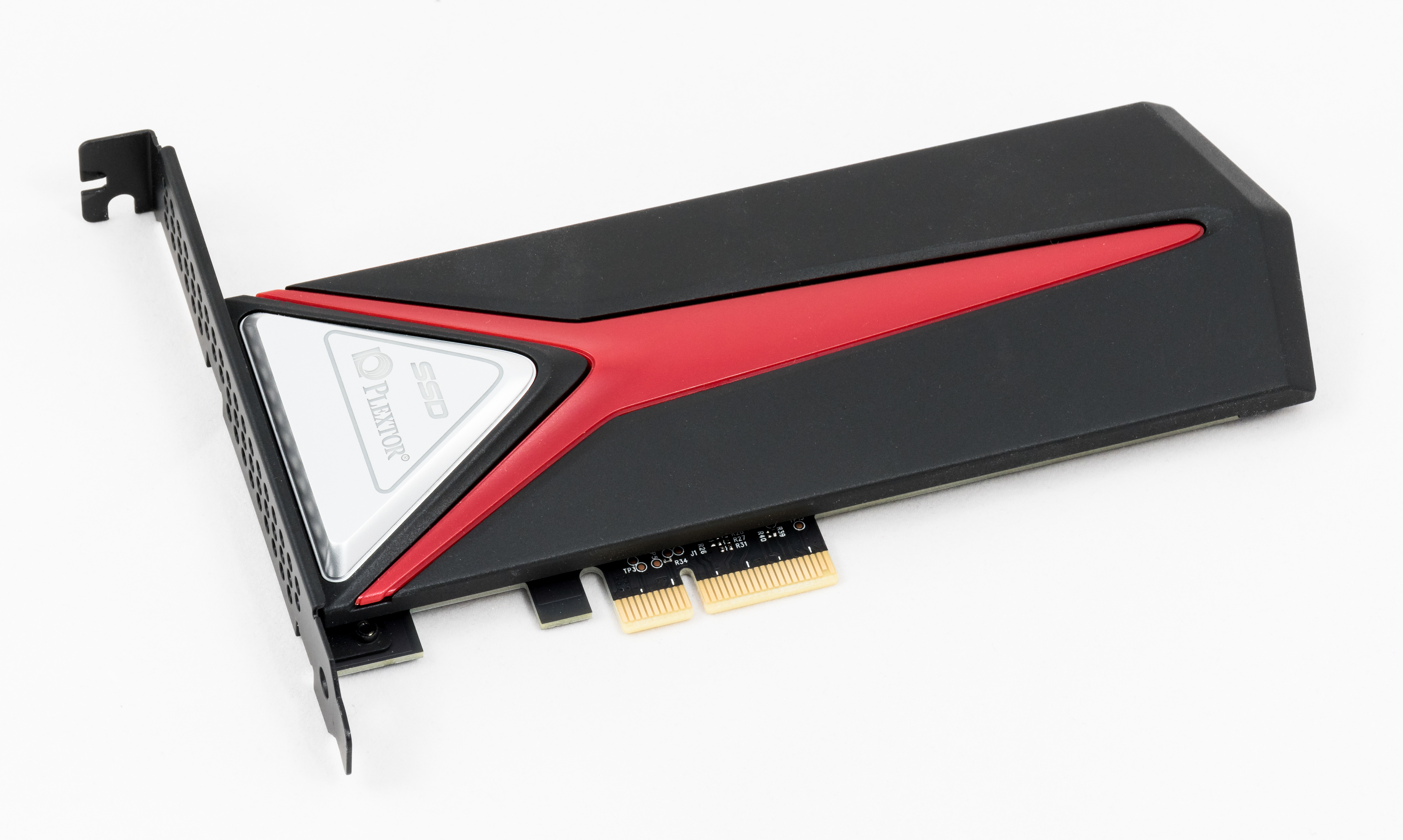
Solid-State-Laufwerk „M8Pe(Y)“ von Lite-On unter der Marke Plextor